# Шан
Шан е първата китайска династия, за която има едновременно археологически находки и писмени сведения. Тя е наследник на полулегендарната първа династия Ся.

## Основаване на династията
Шанците обитавали района по долното течение на река Хуанхъ на изток от народа Ся и били подчинени на владетеля на Ся. Според „Записки на великия историк“ (Шъдзи) на Съма Циен основателят на династията се казвал Сие и бил княз от народа Ся, син на Ди ку. Той обаче се родил, след като майка му Дзиенди забременяла, поглъщайки лястовиче яйце. По-късно император Яо дал на Сие титлата „съту“ и фамилното име Дзъ, а император Шун, който бил от народа на шанците, го наградил със земя в Шан за помощта, която оказал на Яо при усмиряването на потопа.
Потомък на Сие в четиринайсетото поколение бил Тан (Шан Тан), който бил удостоен от император Дзие с титлата „фанбуо“ (т.е. „първостепенен княз васал“). Впоследствие обаче отношенията между Тан и императора се обтегнали, заради тираничното управление на последния. С жестокостта си Дзие настроил срещу себе си и народа, и благородниците, част от които се съюзили под водачеството на Тан, и вдигнали бунт. Решаващото сражение между двете армии станало при Йоусун (дн. Юнцън, провинция Шанси) и в него императорът бил разбит и принуден да се оттегли към Минтяо, където отново претърпял поражение.
Тан продължил да отвоюва земи от верните на императора хора, като старокитайски източници твърдят, че трябвало да спечели общо 11 битки преди да установи властта си над цялата страна. Той установил столицата си в Буо [亳] (в района на днешния град Цаосиен [曹縣], провинция Шандун). Впоследствие, в резултат на вътрешни борби и заплаха от външни нападения, столицата била променяна няколко пъти. Най-голямото подобно преместване станало при управлението на седемнайсетия владетел Пангън, който установил властта си в Ин [殷] (в района на днешния град Анян [安陽], провинция Хънан). Това решение на владетеля се оказало доста удачно, защото стабилизирало неговото и на наследниците му положение, а Ин останал столица на династията до нейния край. По тази причина късната династия Шан е известна и като Ин, или Шан-Ин.

## Хронологически рамки
Хронологическите граници на епохата Шан-Ин все още не са точно установени. Началото ѝ се отнася условно към XVIII-XVII век пр.н.е., докато за края ѝ съществуват различни версии. Така например, китайският учен от времето на династията Хан – Лю Син (46 г. пр.н.е.-23), опирайки се на календара „Сантунли“ и други източници, определя покоряването на Ин от джоусците в 1122 г. пр.н.е. Впоследствие тази дата влиза в повечето традиционни китайски истории и нейни привърженици има дори и в ХХ в. Друг извор – „Бамбукови анали“ (Джушудзиниен), представящ хронология на по-ранните периоди от китайската история, определят началото на епохата Джоу в 1050 г. пр.н.е. И Син (Джан Суей), учен от времето на династията Тан, базирайки се на календара „Дайенли“, поправя Лю Син и въвежда годината 1111 пр.н.е. Съвременният японски изследовател на епохата Шан-Ин Ниики Шиндзо се спира на 1066 г. пр.н.е. Западният синолог Хомър Дъбс, съставил пълен каталог на лунните затъмнения в района на Анян за периода 1400 – 1000 г. пр.н.е. и изследвайки след това инските надписи, в които се споменава за подобни затъмнения, установил хронологическата граница на епохата Шан-Ин в 1027 г. пр.н.е.

## Териториално устройство
Съществуващите данни позволяват да се заключи, че през XIII-XII век пр.н.е. шанската политическа структура се е състояла от три зони. Първата била вътрешната с център в столицата. Тя се намирала под непосредствената власт на владетеля (уан) и неговата централна администрация. Трудно е да се отъждестви със сигурност Анян със столицата на Шан, но е сигурно, че тя се е намирала в този район. Втората зона била междинната. Тя се е състояла от заобикалящите столицата на Шан многобройни регионални владения, управлявани от местни князе, подчинени на уана и често негови родственици. Третата зона била външната и се състояла от племена, чиито вождове признавали в различна степен авторитета на уана, но на практика били независими от него. Между втората и третата зона нямало рязка граница, тъй като се случвало някои васали да се обявят срещу уана и да влязат в съюз с племена от външната зона. Разликата между тези две зони в общи линии била в това, че междинната била населена от шанци, а външната – от други племена.

## Политическа и административна структура
Владетелят (уан) на шанците бил едновременно и първосвещеник. Той изпълнявал тържествените ритуали в чест на покойните предци „ди“ или „шанди“. Неговата личност символизирала сакралното единство на цялата шанска общност. Освен това единствено той бил посредникът между света на живите си съплеменници и покойните обожествени предци – ди. Титлата уан била наследствена, но все още нямало установена практика за предаването ѝ. Така например за век-век и половина, до управлението на последните четирима шански владетели, за правото върху престола обикновено претендирали представителите на най-възрастното поколение от рода на уана – неговите братя и братовчеди, а не синовете му. Едва при последните четирима владетели се установява стабилна система за предаване на титлата от баща на син, която оттук насетне се превърнала в норма за китайската политическа практика.
Административната система на шанците, отново известна основно по данни от гадателни надписи, свидетелства, че в централната столична зона, уанът и неговият административен апарат се грижели за реколтата, подготовката на полетата за работа, решаването на други важни стопански въпроси, както и защитата на едни или други регионални владения и външни територии от нападения на варварски племена. Администрацията се деляла на три основни категории – висши администратори (сановници), низши чиновници (разпоредители) и служители, отговарящи за военната подготовка и лова. Целият този апарат се издържал за сметка на излишъците от производството на общността, преразпределението на които било една от функциите на властта.

## Духовна култура
Традиционното първобитно митологично мислене, намерило израз в рисуваната керамика от културата „яншао“ и господството на лушанско-лушаноидната серия култури, видимо запада. Ролята на божества, или поне на най-признавани и уважавани, играели покойните предци на владетелите. Не се говори за герои, липсват и митологични сюжети в многобройните изображения. Отсъстват храмове и храмови комплекси, чиято роля играели олтари в чест на покойните предци – ди. В надписите, вместо сведения за богове се съобщава за наличието на свръхестествени природни сили (дъжд, вятър, планина, река). При това шанците се покланяли и принасяли жертви не толкова на обожествените духове на природните сили, колкото на разрушителните стихии, които трябвало да умилостивят. Независимо че някои митологични мотиви са запечатани в керамични скулптури, резбата и орнаментите по бронзов съдове, като цяло митологията в заемала удивително малко място в шанската култура. Ритуалите, религиозните вярвания и светогледа били пределно демитологизирани. Видимо преобладавал рационалния ритуал, проявяващ се най-ярко във взаимоотношенията с обожествените предци – ди: „ние – на вас (уважение), вие – на нас (грижа и подкрепа)“. Както индоарийците, шанците извършвали човешки жертвоприношения, за които обикновено използвали пленници от западните си съседи – племето циен.

## Историята в представата на шанците
Китай е страна, в която историята винаги е играела важна роля, и на този фон изглежда странна липсата в шанските надписи на каквито и да е сведения за историческото минало на този народ. Споменават се единствено имената на предци, но няма и най-малък намек за техните дела, както и за някакви значими събития от миналото. Историята за шанците сякаш не съществува, което навежда на мисълта, че това е съзнателно. Създава се впечатление, че шанските владетели нарочно са искали да забравят, да изтрият от паметта преданията за това минало. Единствено заради настоящото благополучие те постоянно общували с предците – ди. Според някои теории тази историческа амнезия вероятно е свързана с произхода на шанците. Смята се, че владетелския род не е бил от китайски произход, и за да утвърди властта си се опитал да изтрие всеки спомен за това, че не принадлежи към местните хора.

## Робството в Шан
Шанското общество било робовладелско, но доста по-различно от това в западните култури. Робството било поддържано от постоянните войни със съседните племена и залавянето на пленници. Освен това в роби вероятно били превръщани и провинили се и осъдени шанци. Владетелят и местните князе получавали също роби от подчинените племена като данък, заедно с други предмети. Шанците използвали робите предимно при отглеждането на добитък и отчасти в земеделието. Според някои учени роби са били използвани и като помощници в церемонии по принасяне жертви на духовете на предците. Положението на робите в Шан изглежда е било доста тежко, защото бягството на роби от техните господари било обичайната форма на протест срещу експлоатацията. От времето на Уъндин (XII век пр.н.е.) се срещат надписи, адресирани към оракула, в които се поставя въпроса за това дали ще избягат или не дадени роби.

## Краят на династията
Когато през 1388 г. пр.н.е. Пангън решил да премести столицата си, като пресели там и жителите, той срещнал недоволство от страна на своите поданици. За този случай в „Шудзин“ се казва: „Народът на Ин се опечали и тежко въздъхна, роптаеше и не желаеше да се преселва“. По тези и някои други някои данни от китайски източници, учените правят извода, че вътрешните противоречия в шанското робовладелско общество по това време са се изострили сериозно. За това способствали също зачестилите войни и интензивната експлоатация на робите и свободното население. Съма Циен например, често говори за шанските владетели в негативна светлина, като особено рязка е оценката за последния уан – Шоусин, който управлявал в 1154 – 1122 г. Според Съма Циен този владетел увеличил значително данъците, в резултат на което народът започнал да недоволства. Това недоволство се разпространило и сред аристокрацията, а „сред джухоу (военачалниците) имало такива, които въставали“. В „Шудзин“ се дават директни сведения за въстание през XII век пр.н.е. не само на аристокрацията, но и на обикновените хора. В главата „Владетелят на Уей“ е описана картината на всеобщото недоволство от деспотизма на уана: „Сяомин (обикновените хора) въстават и враждуват едни други, сега царството Ин се руши.“ Властта на шанците обаче паднала не в резултат на вътрешно въстание, а след външно завоевание. През цялото си съществуване шанската държава водела непрестанни войни със съседните китайски племена. Много от тях били покорени и влезли в състава на държавата, други били превърнати в роби. Някои по-силни племена формално останали независими, на фактически попаднали под влиянието на шанските владетели. Към тези последни племена се отнасяли циен, шу и джоу. С времето обаче те толкова укрепнали, че престанали да плащат данък на шанските владетели, а след това започнали и да нападат техните владения. По времето на Удин се водели чести войни със западните племена шу и циен, които вдигали въстания и прекратявали плащането на данъци. Тези бунтове придобили особено голям размах през управлението на последния владетел Шоусин, който дори лично оглавил потушаването на едно от тях. След разправата му с племето жънфан обаче изникнала още по-голяма опасност, тъй като против шанците се обявила коалиция от племена, начело с джоу. Решаващото сражение между шанската и джоуската армии станало при Муо. В него първата претърпяла пълно поражение, а Шоусин се самоубил. С неговата смърт приключила и епохата Шан (Шан-Ин) в китайската история.

## Шанските владетели
| Име       | Име на китайски | Управление  | Продължителност на управлението | Бележки |
| --------- | --------------- | ----------- | ------------------------------- | --- |
| Сие       | 契              |             |                                 | |
| Джаомин   | 昭明            |             |                                 | |
| Сянту     | 相土            |             |                                 | |
| Чанжуо    | 昌若            |             |                                 | |
| Цаою      | 曹圉            |             |                                 | В „Книга на родословията“ (Шъбън) името му фигурира като Ляню 粮圉 и Гънгуо 根国; в „История на ранната династия Хан“ (Ханшу) като Гъню 根圉 |
| Мин       | 冥              |             |                                 | |
| Шън       | 振              |             |                                 | В „Книга на родословията“ (Шъбън) името му фигурира като Хъ 核 и Хай 胲; в „Песни от Чу“ (Чуцъ) – Гай 该; в „Книга на планините и моретата“ (Шанхайдзин) и „Бамбуковите анали“ (Джушудзиниен) – Хай 亥; в „Пролети и есени на господин Лю“ (Люшъ чунциу) – Шуей 水 []; в „История на ранната династия Хан“ – Гай 垓 |
| Уей       | 微              |             |                                 | В „Речи за царствата“ (Гуою) името му фигурира като Шандзя Уей 上甲微 |
| Баои      | 报乙            |             |                                 | |
| Баобин    | 报丙            |             |                                 | |
| Баодин    | 报丁            |             |                                 | |
| Джужен    | 主壬            |             |                                 | |
| Джугуей   | 主癸            |             |                                 | |
| Тан       | 汤              |             |                                 | В „Сюндзъ“, „Книга на родословията“, „Исторически записки“ (Шъдзи) името му фигурира като Тиени 天乙; в „Изречения“ (Луъню), „Муодзъ“ и „Записки за ритуалите на Дай“ (Дадай лидзи) – Лю 履 |
| Тайдин    | 太丁            |             |                                 | |
| Уайбин    | 外丙            |             |                                 | |
| Джунжен   | 中壬            |             |                                 | |
| Тайдзя    | 太甲            |             |                                 | |
| Уодин     | 沃丁            |             |                                 | |
| Тайгън    | 太庚            |             |                                 | |
| Сяодзя    | 小甲            |             |                                 | |
| Юндзи     | 雍己            |             |                                 | |
| Тайу      | 太戊            |             |                                 | |
| Джундин   | 仲丁            |             |                                 | |
| Уайжен    | 外壬            |             |                                 | |
| Хъ Тандзя | 河亶甲          |             |                                 | В „Пролети и есени на господин Лю“ името му фигурира като Джъндзя 整甲 |
| Дзуи      | 祖乙            |             |                                 | |
| Дзусин    | 祖辛            |             |                                 | |
| Уодзя     | 沃甲            |             |                                 | В „Бамбуковите анали“ и „Книга на родословията“ имету му фигурира като Кайдзя 开甲 |
| Дзудин    | 祖丁            |             |                                 | |
| Нангън    | 南庚            |             |                                 | |
| Яндзя     | 陽甲            |             |                                 | В „Бамбуковите анали“ името му фигурира като Хъдзя 和甲 |
| Пангън    | 盤庚            |             |                                 | |
| Сяосин    | 小辛            | 1300 – 1251 | 50                              | |
| Сяои      | 小乙            |             |                                 | |
| Удин      | 武丁            | 1250 – 1192 | 59                              | |
| Дзугън    | 祖庚            |             |                                 | |
| Дзудзя    | 祖甲            |             |                                 | |
| Линсин    | 廩辛            | 1191 – 1148 | 44                              | |
| Гъндин    | 庚丁            |             |                                 | |
| Уи        | 武乙            | 1147 – 1113 | 35                              | |
| Уъндин    | 文丁            | 1112 – 1102 | 11                              | |
| Дии       | 帝乙            | 1101 – 1076 | 26                              | |
| Дисин     | 帝辛            | 1075 -1046  | 30                              | |